# Османская правопреемственность Римской империи
После завоевания Константинополя в 1453 году османские султаны заявили о своих правах представлять законных римских императоров. Это требование основывалось на праве завоевания и в основном опиралось на владение Константинополем, столицей Восточной Римской империи на протяжении более тысячелетия. Султаны также могли претендовать на то, чтобы быть правителями римлян, поскольку они правили бывшим византийским населением, которое продолжало идентифицировать себя как римское. Султаны использовали различные титулы, чтобы подчеркнуть свои притязания, включая kayser-i Rûm («Цезарь Рима») и basileus (византийский и греческий титул правителя).
Первые султаны после завоевания Константинополя — Мехмед II, Баязид II, Селим I и Сулейман I — однозначно утверждали, что они являются римскими императорами, и приложили немало усилий, чтобы легитимизировать себя в качестве таковых. Константинополь продожал быть имперской столицей, греческие аристократы (потомки византийской знати) продвигались на высшие административные должности, а архитектура и культура испытали глубокое византийское влияние. Претензия на преемственность Римской империи также использовалась для оправдания османских завоевательных походов против Западной Европы, включая попытки завоевать Италию.
Османы никогда официально не отказывались от своих претензий на римское императорское преемство и от своих титулов, хотя претензии постепенно угасали и перестали подчёркиваться султанами. Титул «kayser-i Rûm» официально употреблялся до XVIII века; в XIX веке султаны перестали именоваться «basileus» в документах на греческом языке.
Признание османских претензий на римское императорство варьировалось как за пределами, так и внутри Османской империи. В исламском мире османские султаны были широко признаны римскими императорами. Большинство христианского населения империи также признало султанов своими новыми императорами, хотя среди культурной элиты взгляды были более разнообразными. По крайней мере с 1474 года Вселенский патриархат Константинопольский признал султанов под титулом «басилевс». Христианское население империи в целом не рассматривало Османскую империю как непосредственное продолжение Римской империи, а скорее как своего рода наследника или преемника, унаследовавшего легитимность бывшей империи и право на всеобщее правление. В Западной Европе султаны в целом признавались императорами, но не римскими, аналогично тому, как западные европейцы с IX века относились к византийским императорам. Османские претензии на римское императорство и всеобщее правление на протяжении столетий оспаривали правители Священной Римской империи, которые сами претендовали на это звание.